# سیوه

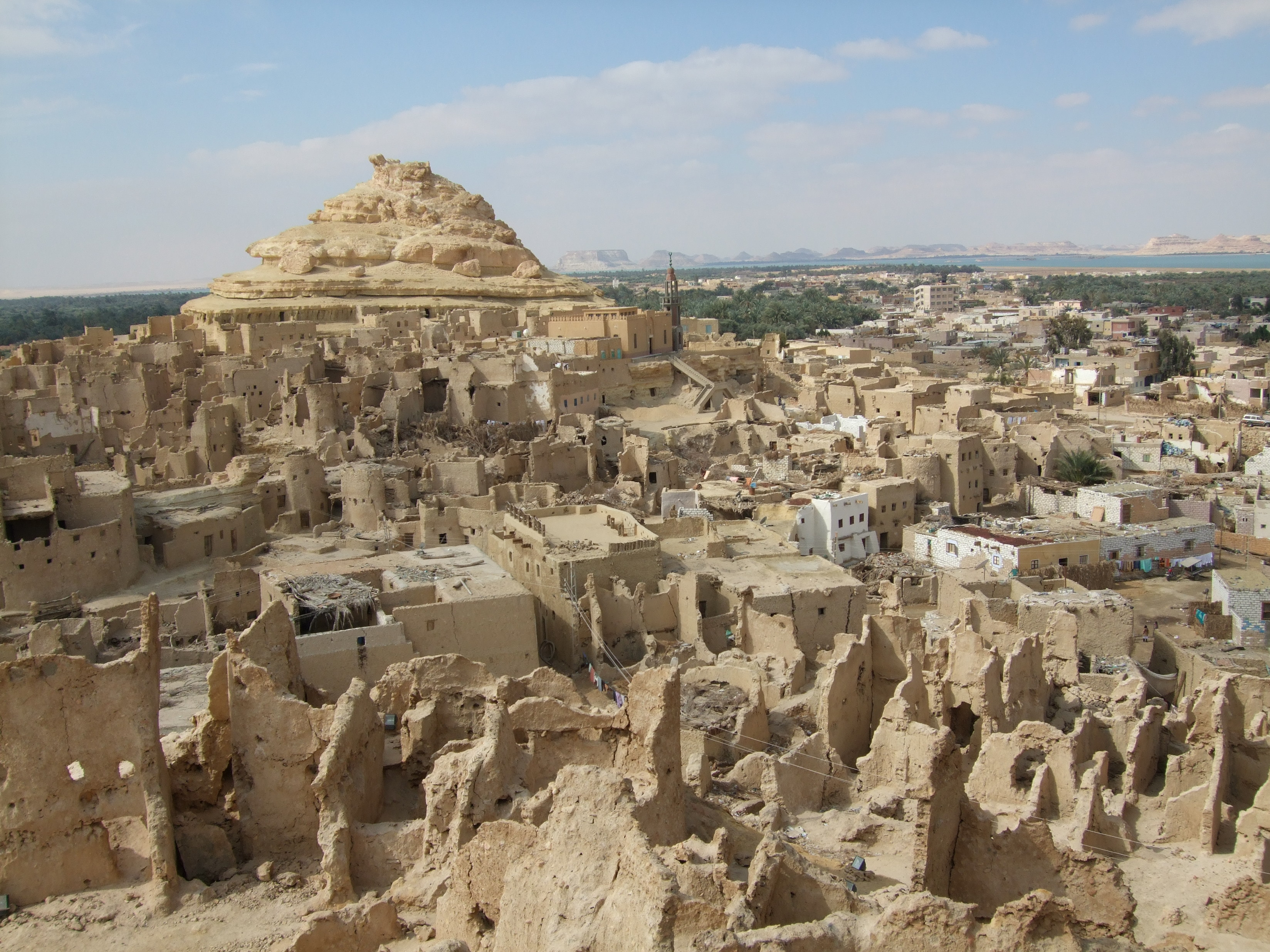
واحه سیوا دارای ساختمانهای آجری گلی زیادی است

واحه سیوا یک واحه در شمال باختری مصر و در منطقه بیابان لیبی است. این واحه در ۵۰ کیلومتری خاور مرز لیبی و ۵۶۰ کیلومتری شهر قاهره قرار دارد.

## منابع

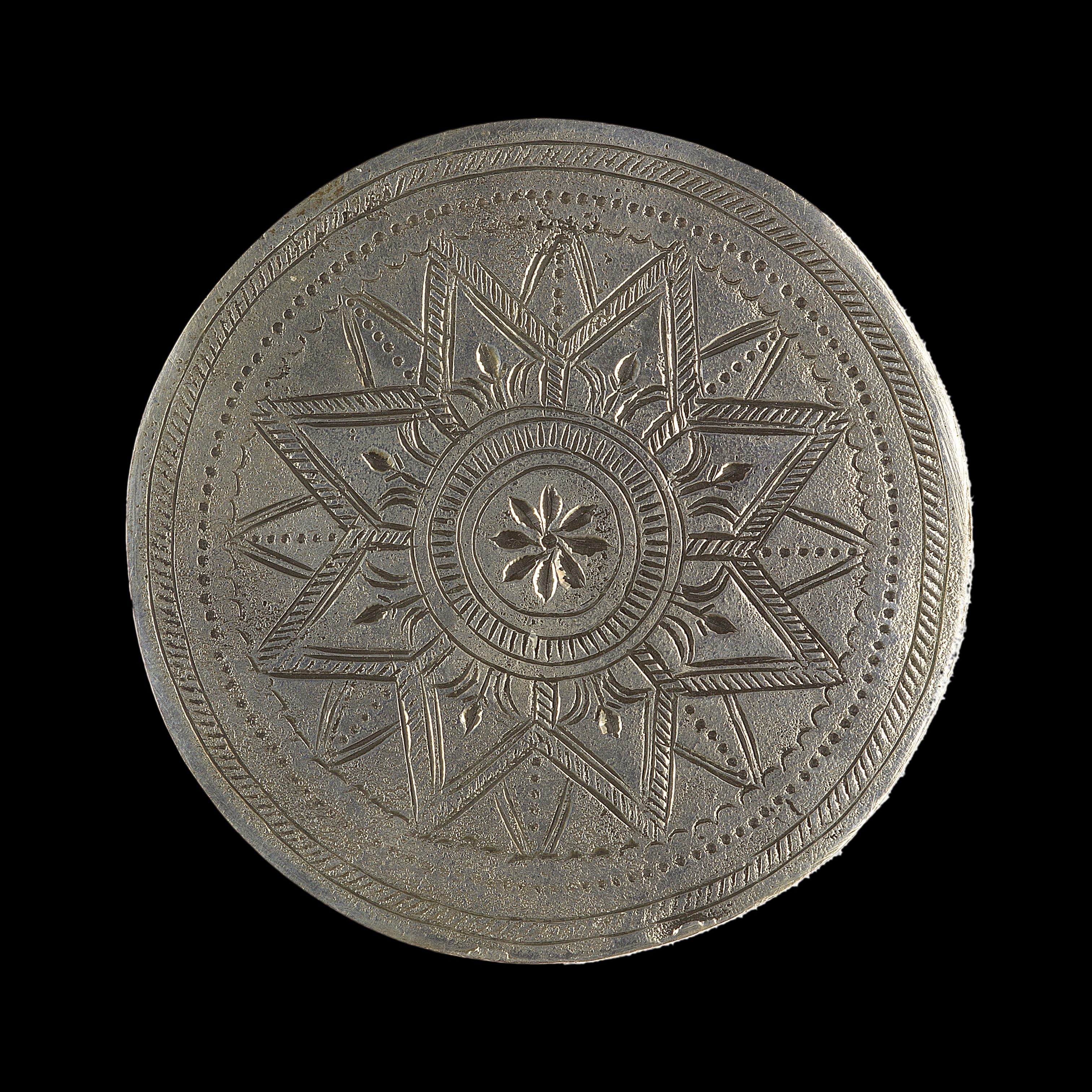
ring